# Ancho cero
Según los caracteres unicode, el ancho cero es la longitud nula en los espacios. El de ancho cero es el espacio marcado como unicode 200B, el separador es marcado como 200C, y también existe el espacio de no separación de ancho cero FEFF y la unión 200D.
Son caracteres invisibles que no se pueden copiar ni pegar en la pantalla, como eliminar (007F).
Son sin impresión como el guion virtual, puede ser invisible como el espacio de ancho cero o ancho nulo.

## En tipografía
La mayor parte de las fuentes usa ancho cero en el árabe, pero hay fuentes con ancho cero y sin idioma árabe, como hebreo, entre otros.

### Espacio continuo de ancho cero
No es 200E en unicode porque no es "discontinuo", o es otro carácter, sino que es el último carácter de ancho medio.

## Separador de ancho cero
Funciona lo mismo que el espacio de ancho cero, pero no significa que se separe.

## Unión de ancho cero
Funciona lo mismo que el espacio de ancho cero o los otros espacios, pero no significa que se une el espacio.

### Resumen
Hay tres tipos de ancho.
- Completo en ideogramas CJK o hangul.
- Medio en la normalidad.
- Cero en estos espacios.